# Подовалова Ніна Іванівна
Ні́на Іва́нівна Подова́лова ( рос. Нина Ивановна Подовалова;* 20 травня 1923, Орша, Вітебська губернія, РСФРР, СРСР — 2010, Москва, Росія) — радянська театральна актриса. Заслужена артистка РРФСР (1954). Народна артистка УРСР (1970).

## Життєпис
1944 року закінчила Державний інститут театрального мистецтва ім. А. Луначарського в Москві.
У 1944-51 роках працювала в Таганрозькому російському драматичному театрі ім. А. Чехова, в 1951-60 та 1963-64 — Ростовському театрі ім. М. Горького, 1964-75 — Харківському російському драматичному театрі ім. О. Пушкіна, 1960-62 та 1975-79 — в Київському російському драматичному театрі ім. Лесі Українки.
У 1964-75 роках викладала у Харківському інституті мистецтва ім. І. Котляревського.

## Ролі
- Катерина — «Пам'ять серця» Корнійчука,
- Забєліна — «Кремлівські куранти» Погодіна,
- Ліза — «Живий труп» Л. Толстого,
- Олена Андріївна — «Дядя Ваня» Чехова,
- Лушка — за романом «Піднята цілина» Шолохова,
- Ольга Косач — «Сподіватися» Щербака.